# Hans Hollein
Hans Hollein (Vienna, 30 marzo 1934 – Vienna, 24 aprile 2014) è stato un architetto austriaco.

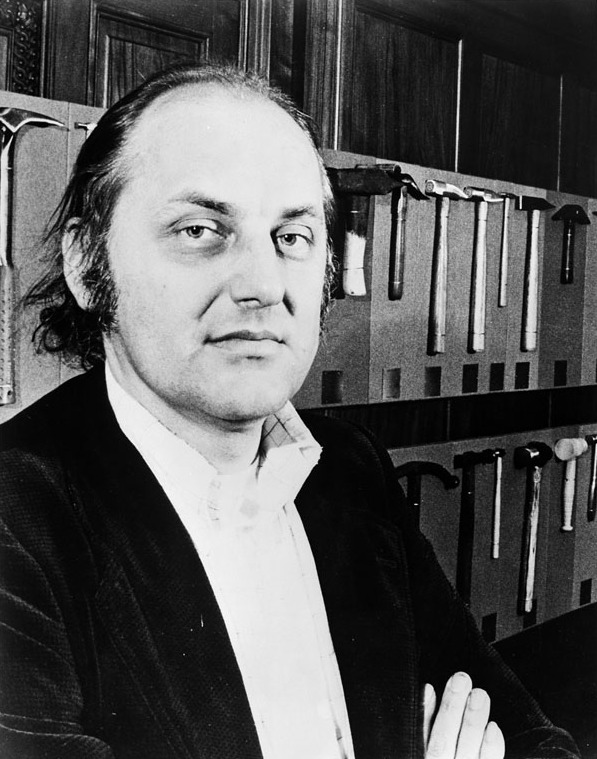
Hans Hollein, 1976

Si è diplomato all'accademia delle Belle Arti di Vienna nel 1956, in seguito ha studiato all'Illinois Institute of Technology nel 1959 e all'Università della California nel 1960. Lavora presso diversi studi in Svezia e negli Stati Uniti prima di tornare a Vienna dove apre il proprio studio nel 1964. 
Ha ricevuto il premio Pritzker nel 1985; è stato prima professore poi dal 1995 al 1999 anche preside del dipartimento di architettura dell'Università delle arti applicate di Vienna.
Ha ricoperto il ruolo di direttore della sezione d'architettura della Biennale di Venezia del 1994-1996. Nel 2004 l'American Academy of Arts and Letters gli ha conferito l'Arnold W. Brunner Memorial Prize.

## Principali opere

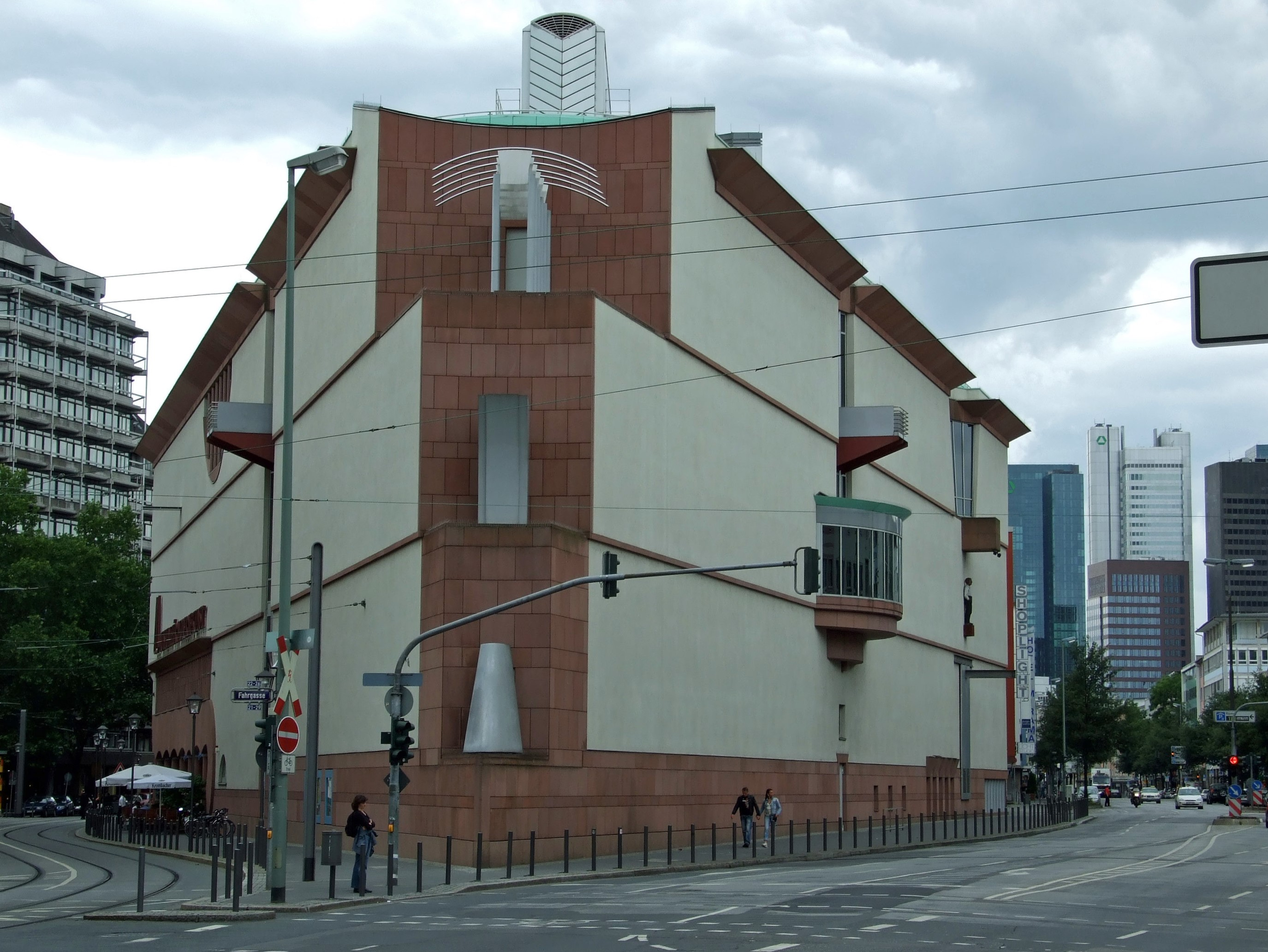
Museo d'arte moderna a Francoforte sul Meno

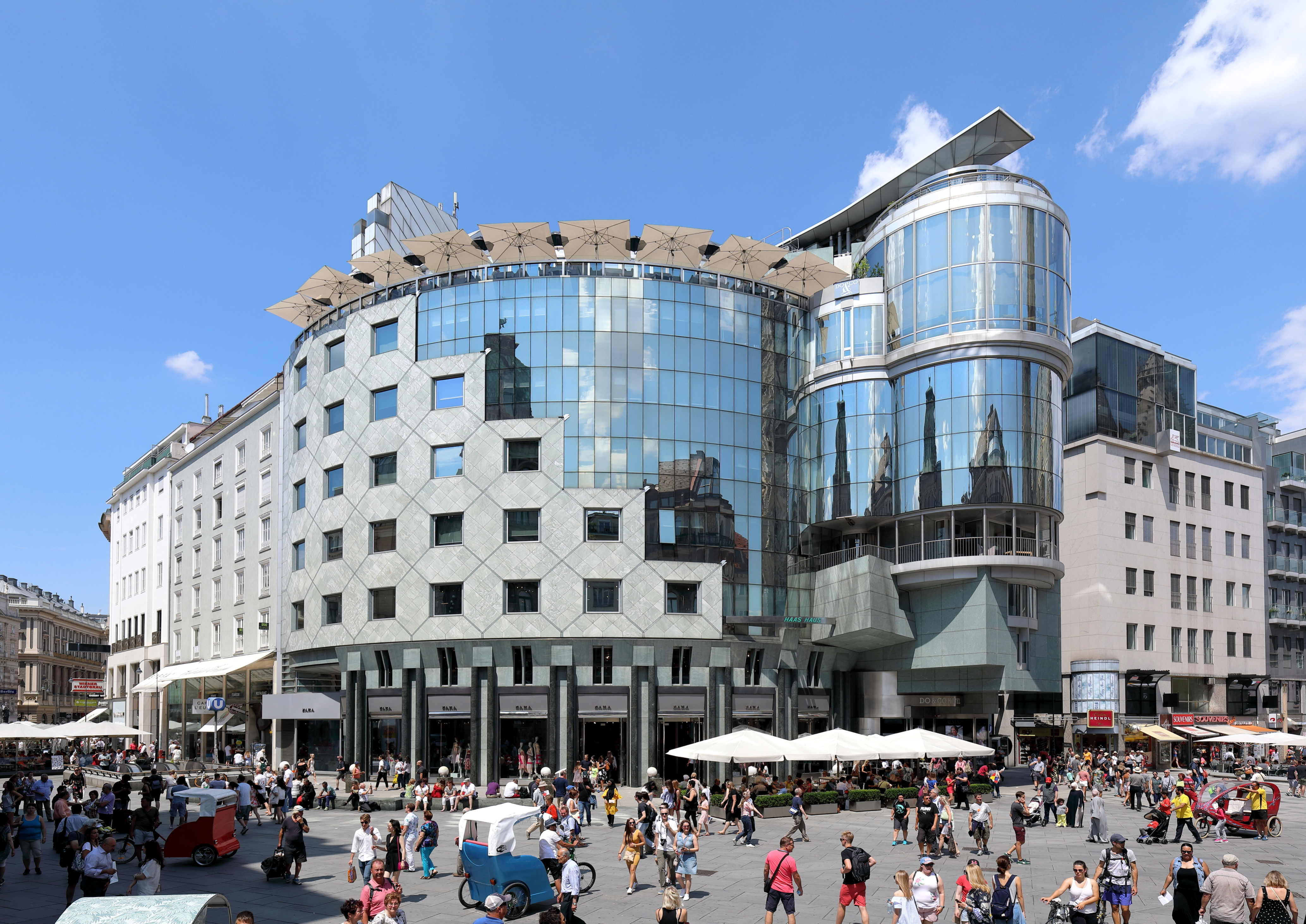
Haas-Haus

- 1964-1965: Negozio di candele Retti a Vienna (Austria) Foto Pianta
- 1972: Gioielleria Schullin a Vienna
- 1980-84: Museo Abteiberg di Mönchengladbach (Germania) Articolo
- 1983: Alloggi sulla Rauchstraße a Berlino
- 1987-1991: Museo d'arte moderna a Francoforte
- 1990: Edificio Haas a Vienna
- 1992-2002: Museo a St. Pölten (Austria)
- 1996-2001: Ambasciata austriaca a Berlino Foto e Disegni
- 1997-2002: Centrum Bank a Vaduz (Liechtenstein) in collaborazione con Bargetze+Partner
- 1997-2002: Vulcania - Centro Europeo di Vulcanologia in Auvergna (Francia) Foto panoramiche Archiviato il 21 novembre 2004 in Internet Archive.